# Карл Цейсс (футбольный клуб)
«Карл Цейсс» — немецкий футбольный клуб из города Йена. Основан 13 мая 1903 года. Клубные цвета: синий, жёлтый, белый. Наивысшее достижение — выход в финал Кубка обладателей кубков УЕФА в 1981 году.

## История названий
- 1917 — 1. SV Jena
- 1946 — SG Ernst-Abbe Jena
- 1948 — SG Stadion Jena
- 1949 — BSG Carl Zeiss Jena
- 1951 — BSG Mechanik Jena
- 1952 — BSG Motor Jena
- 1954 — SC Motor Jena
- 20 января 1966 — FC Carl Zeiss Jena

## История

### 1903—1945
13 мая 1903 года был основан «Fußball-Klub der Firma Carl Zeiß Jena» (Футбольный клуб фирмы Карл Цейсс Йена). Сначала членами клуба становились исключительно работники фирмы; к 1 июля 1904 года членство стало доступно для общественности.
Клуб доминировал в Областной лиге Восточной Тюрингии. В период с 1909 по 1933 год двенадцать раз выигрывал чемпионат Восточной Тюрингии. После создания Областной лиги «Центр» в 1933 году «1. SV Jena» четырежды (в 1935, 1936, 1940 и 1941 годах) становился чемпионом новосозданного первенства. В то время в рядах команды числились многие игроки сборной.

### 1945—1991
После Второй мировой войны все спортивные клубы на территории советской зоны оккупации были запрещены. В 1946 году был образован «SG Ernst-Abbe Jena», в дальнейшем его название неоднократно менялось. В 1952 году Йена вышла в Оберлигу. После команда опустилась во вторую по силе футбольную лигу, а в 1956 снова устремилась к вершинам футбольного первенства ГДР.

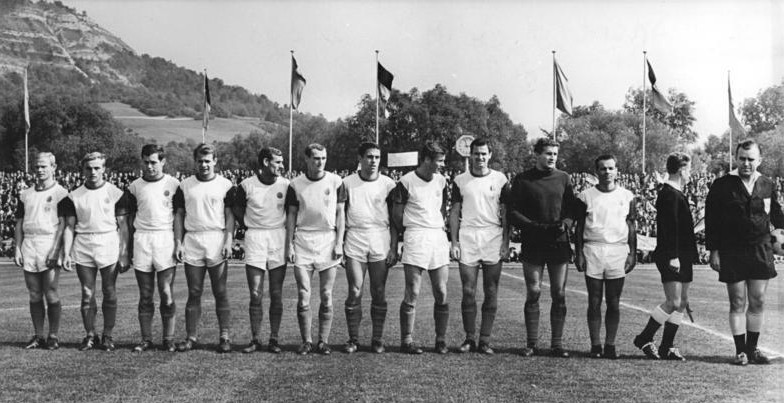
чемпион ГДР 1968 года

В 1958 году главным тренером клуба, несколькими годами ранее сменившего название на «SC Motor Jena», стал Георг Бушнер. 7 октября 1960 года «SC Motor Jena» впервые завоевала Кубок ГДР по футболу, обыграв в финале «Эмпор Росток». Эта победа позволила команде из Йены впервые участвовать в европейском клубном турнире - Кубке обладателей кубков УЕФА сезона 1961/62, где «SC Motor Jena» дошел до полуфинала и проиграл будущему победителю — мадридскому «Атлетико».  В 1963 году команда Бушнера стала чемпионом ГДР, в 1968 и 1970 гг. повторила свой успех. В 70-е «Йена» делегировала в сборную ГДР многих своих игроков, таких как Петер Дукке, Конрад Вайзе, Лотар Курбювайт, Ханс-Ульрих Грапентин и др. Бушнер, после того, как стал тренером сборной ГДР в 1970-м, ещё год исполнял свои тренерские функции в клубе, затем на посту его сменил Ханс Мейер.

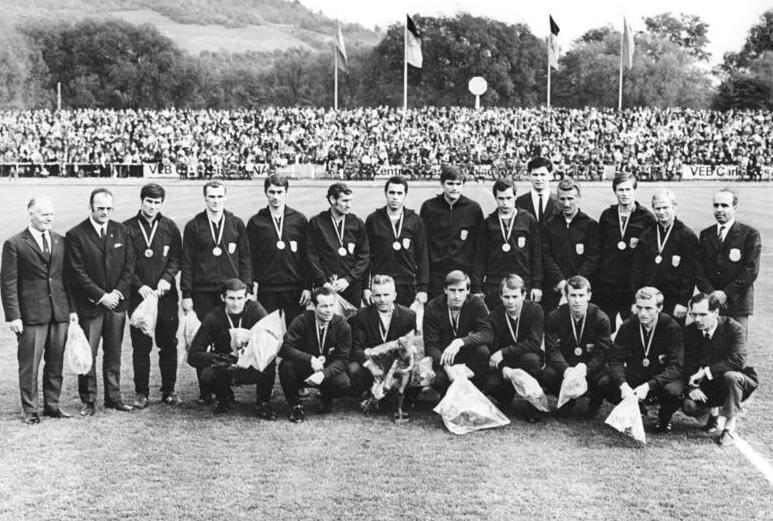
клуб в 1970

Самым большим успехов в истории клуба стал выход в финал Кубка обладателей кубков в 1981 году, в котором он уступил «Динамо» из Тбилиси со счетом 1:2. На пути к финалу были обыграны «Рома», «Валенсия», «Ньюпорт Каунти» и «Бенфика».
Тем не менее, после 1981 года большие успехи обоих предшествовавших десятилетий отсутствовали. Лишь третье место в Чемпионате ГДР и вице-чемпионство в Кубке в 1988-м стали самыми высокими результатами. 9 ноября 1988 года восточногерманский клуб сыграл свою последнюю игру на вершинах европейского футбола — уступил Сампдории со счетом 1:3. Всего «Карл Цейсс» сыграл 87 матчей в еврокубках, 50 из них в Кубке УЕФА, одержав при этом 39 побед, 31 раз сыграв вничью и потерпев 17 поражений.
В последнем сезоне высшей лиги ГДР 1990/91 с 6-го места клуб квалифицировался во Вторую Бундеслигу.

### С 1991
В первом для себя сезоне Второй бундеслиги (1991/92) команда под руководством тренера Клауса Шлаппнера набрала 32 очка и заняла 5-е место.
Несмотря на своё второе пришествие в качестве главного тренера в 1994 году, Ханс Мейер не смог спасти «Карл Цейсс» от вылета в Региональную лигу «Северо-восток». Однако его преемник, Эберхард Фогель, вернул команду во вторую Лигу, но в 1998-м та снова оказалась в третьем на то время по силе дивизионе. В 2001 году последовал ещё один переход в более низкий класс — в Оберлигу северо-восточной зоны. В 2005 году клуб снова вернулся в Регионаллигу, победив в стыковых матчах «MSV Neuruppin», а в следующем сезоне 2005/06 пробился во Вторую бундеслигу. Однако почти весь следующий сезон 2006/07 боролся за выживание.

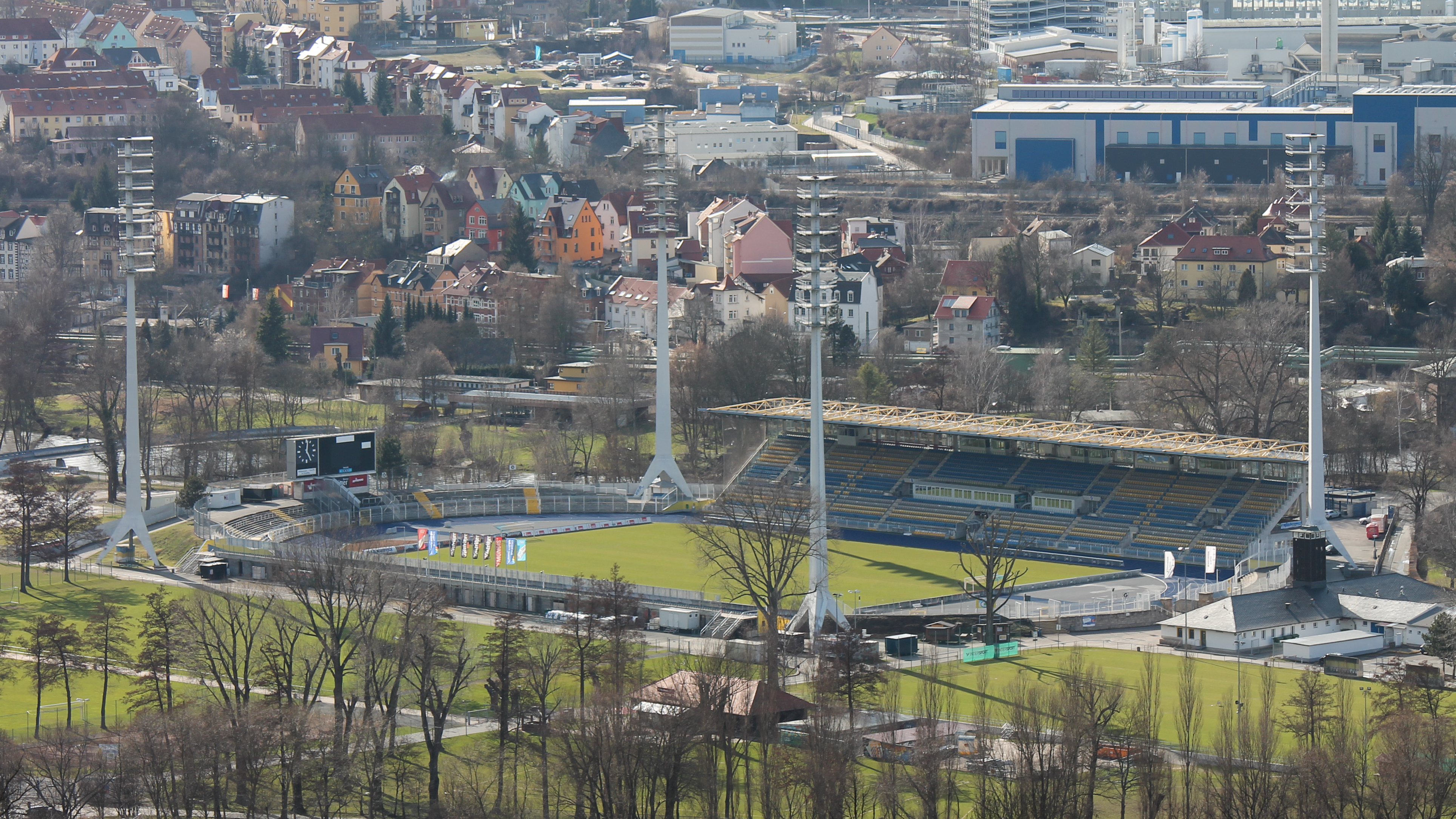
Стадион «Эрнст Аббе»

В то время как к концу сезона 2007/08 «Йена» уже предстала в качестве клуба Третьей лиги, в ходе соревнований за Кубок Германии ещё заставила говорить о себе. Одного за другим выбила из гонки чемпиона предыдущего розыгрыша «Нюрнберг», затем «Арминию» и «Штутгарт» и впервые пробилась в полуфинал, где уступила «Боруссии» из Дортмунда со счетом 0:3.

## Ультрас
Ультрас-группа «Карл Цейсс»: «Horda Azzuro».

## История выступлений
| Сезон   | Лига                                | Место | В  | Н  | П  | Мячи   | Очки | Кубок      |
| 1991/92 | 2-я бундеслига Юг                   | 5.    | 12 | 9  | 11 | 39:36  | 33   | 1-й раунд  |
| 1992/93 | 2-я бундеслига                      | 8.    | 19 | 12 | 15 | 66:59  | 50   | 1/4 финала |
| 1993/94 | 2-я бундеслига                      | 17.   | 9  | 16 | 13 | 38:41  | 34   | 1/4 финала |
| 1994/95 | Региональная лига 《Северо-Восток》 | 1.    | 23 | 8  | 3  | 74:17  | 54   | 1-й раунд  |
| 1995/96 | 2-я бундеслига                      | 6.    | 13 | 9  | 12 | 49:54  | 48   | 2-й раунд  |
| 1996/97 | 2-я бундеслига                      | 12.   | 9  | 15 | 10 | 44:49  | 42   | 1-й раунд  |
| 1997/98 | 2-я бундеслига                      | 16.   | 8  | 9  | 17 | 39:61  | 33   | 1/4 финала |
| 1998/99 | Региональная лига 《Северо-Восток》 | 9.    | 13 | 9  | 12 | 36:38  | 48   | 2-й раунд  |
| 1999/00 | Региональная лига 《Северо-Восток》 | 4.    | 16 | 10 | 8  | 53:35  | 58   | 1-й раунд  |
| 2000/01 | Региональная лига 《Юг》            | 18.   | 7  | 8  | 19 | 39:57  | 29   | -          |
| 2001/02 | Oберлига 《NOFV-Süd》               | 3.    | 24 | 5  | 5  | 79:24  | 71   | -          |
| 2002/03 | Oберлига 《NOFV-Süd》               | 2.    | 26 | 4  | 4  | 87:22  | 82   | -          |
| 2003/04 | Oберлига 《NOFV-Süd》               | 2.    | 20 | 8  | 2  | 67:20  | 68   | -          |
| 2004/05 | Oберлига 《NOFV-Süd》               | 1.    | 28 | 3  | 3  | 108:23 | 87   | 1-й раунд  |
| 2005/06 | Региональная лига 《Север》         | 2.    | 22 | 6  | 8  | 58:32  | 72   | -          |
| 2006/07 | 2-я бундеслига                      | 13.   | 9  | 11 | 14 | 40:56  | 38   | 1-й раунд  |
| 2007/08 | 2-я бундеслига                      | 18.   | 6  | 11 | 17 | 45:68  | 29   | 1/2 финала |
| 2008/09 | 3-я лига                            | 16.   | 10 | 11 | 17 | 41:59  | 41   | 1/8 финала |
| 2009/10 | 3-я лига                            | 5.    | 16 | 12 | 10 | 54:44  | 60   | -          |
| 2010/11 | 3-я лига                            | 15.   | 11 | 11 | 16 | 43:62  | 44   | -          |
| 2011/12 | 3-я лига                            | 18.   | 9  | 12 | 17 | 39:59  | 39   | -          |
| 2012/13 | 3-я лига                            | 2     | 16 | 10 | 4  | 54:28  | 58   | 1-й раунд  |
| 2013/14 | Региональная лига 《Северо-Восток》 | 3.    | 15 | 7  | 8  | 54:39  | 52   | -          |
| 2014/15 | Региональная лига 《Северо-Восток》 | 4.    | 12 | 9  | 7  | 46:38  | 45   | 1-й раунд  |
| 2015/16 | Региональная лига 《Северо-Восток》 | 7.    | 15 | 8  | 11 | 43:33  | 53   | 2-й раунд  |
| 2016/17 | Региональная лига 《Северо-Восток》 | 1.    | 23 | 6  | 5  | 68:25  | 75   | 1-й раунд  |
| 2017/18 | 3-я лига                            | 11.   | 14 | 10 | 14 | 49:59  | 52   | -          |
| 2018/19 | 3-я лига                            | 14.   | 11 | 13 | 14 | 48:57  | 46   | 1-й раунд  |
| 2019/20 | 3-я лига                            | 20.   | 5  | 8  | 25 | 40:85  | 23   | -          |
| 2020/21 | Региональная лига 《Северо-Восток》 | 4.    | 6  | 3  | 3  | 24:16  | 21   | 1-й раунд  |
| 2021/22 | Региональная лига 《Северо-Восток》 | 2.    | 23 | 7  | 8  | 71:35  | 76   | 1-й раунд  |
| 2022/23 | Региональная лига 《Северо-Восток》 | 2.    | 17 | 12 | 5  | 59:22  | 63   | 1-й раунд  |

## Достижения

### Национальные
- Чемпион ГДР: 1963, 1968, 1970
- Обладатель Кубка ОСНП: 1960, 1972, 1974, 1980

### Международные
- Финалист Кубка обладателей кубков: 1981